# 밀의 방법
밀의 방법(Mill's Methods)은 철학자 존 스튜어트 밀이 1843년 저서 《논리의 구조》의 제8장 '실증적 4가지 방법"(Of The Four Methods Of Experimental Inquiry)에서 소개한 다섯 가지 귀납의 방법이다. 이 방법들은 인과관계를 명확히 밝히는 것을 목적으로 하기에 '인과적 귀납법'이라고도한다.

## 방법의 상세

### 일치법(the Method of Agreement)
A B C D는 w x y z와 함께 발생한다.
A E F G는 w t u v와 함께 발생한다.
——————————————————
고로 A는 w의 원인 또는 원인의 일부이다.

### 차이법(the Method of Difference)
A B C D 가 w x y z와 함께 발생한다.
B C D 가 x y z와 함께 발생한다.
——————————————————
고로 A는 w의 원인 또는 원인의 일부이다.

### 일치 차이 병용법(the Joint Method of Agreement and Difference)
또는 간접적 차이법(Method of Difference)
A B C 가 x y z를 각각 발생시켰다.
A D E 가 x v w를 각각 발생시켰고, B C 가 y z를 각각 발생시켰다.
——————————————————
고로 A는 x의 원인 또는 원인의 일부이다.

### 잉여법(the Method of Residues)
A B C 가 x y z를 각각 발생시켰다.
B는 y 의 원인임이 알려져 있다
C는 z 의 원인임이 알려져 있다
——————————————————
고로 A는 x의 원인이다.

### 공변법(the Method of Concomitant Variations)
A B C 가 x y z와 함께 일어났다
A± B C 의 결과 x± y z 가 일어났다
—————————————————————
고로 A 와 x는 인과적 관계가 있다.

## 같이 보기
- 추론